# Известия Общества археологии, истории и этнографии при Казанском университете
«Известия Общества археологии, истории и этнографии при Казанском университете» — ежеквартальный научный журнал, возобновлённое издание одного из наиболее известных и авторитетных российских научных альманахов последней четверти XIX века – первой трети XX вв. (1878–1929 гг.). Издание задумано как междисциплинарное. В продолжающемся издании, следуя старой традиции, публикуются научные работы теоретического и прикладного характера по древней и средневековой истории, традиционной этнографии, этнической истории, археологии, сравнительно-историческому изучению языков, фольклора и мифологии. Особое место редакция отводит результатам новейших исследований археологии, этнографии и истории Урало-Поволжского региона, но проблемы древней истории и традиционной культуры, языков и фольклора народов Северной Евразии, да и мира в целом также лежат в сфере тематики издания. В разные периоды носил названия: «Известия Общества археологии, истории и этнографии при Императорском Казанском университете» (1878–1916), «Известия Общества археологии, истории и этнографии при Казанском университете» (1919–1921), «Известия Общества археологии, истории и этнографии при Казанском государственном университете имени В.И.Ульянова-Ленина» (1925–1929). В разные годы редакторами журнала были А.С.Архангельский, Н.К.Горталов, Э.И.Гримм, Н.П.Загоскин, Н.Ф.Катанов, С.К.Кузнецов, Н.В.Никольский, Н.М.Петровский, И.Н.Смирнов, А.И.Соколов, А.Т.Соловьев, Н.З.Тихов, П.В.Траубенберг, К.В.Харлампович.
Выпуски журнала могут выходить как сборники статей и как монографии. Размещаются рецензии, библиографические обзоры, дискуссии, сведения о симпозиумах, семинарах, научных конференциях и другую научную информацию. Редакция приглашает археологов, историков, этнографов, фольклористов, лингвистов стать авторами нашего журнала. Печатается по решению Ученого совета Института международных отношений, истории и востоковедения КФУ и Совета отделения Российского исторического общества в Казани. Выпуски журнала размещаются в базе данных РИНЦ, зарубежные читатели могут получить информацию о журнала в международной базе данных периодических изданий Ulrich's Periodicals Directory.

## История
В 1962 г. в Казанском университете была предпринята первая попытка возрождения Общества и в 1963 г. издан очередной 36-й выпуск ИОАИЭ под названием «Труды Общества археологии, истории и этнографии», но его тираж был изъят из библиотек, спрятан в спецхран, а частично уничтожен. Вероятно, причиной стала статья А. А. Алексина и Л. Н. Гумилёва «Каспий, климат и кочевники Евразии», помещённая в выпуске: сочинения Л. Н. Гумилёва, особенно связанные с идеей евразийства, не приветствовались партийным руководством и официозной наукой. Продолжение издания после этого стало невозможным.
В 2014 г. была предпринята новая попытка возобновить систематическое издание ИОАИЭ: 36-й выпуск 1962 года был репринтно переиздан Казанским федеральным университетом и Институтом археологии Академии наук Республики Татарстан, и на контртитуле было обозначено, что журнал является возобновлённым изданием и выходит с 2014 г. четыре раза в год. Однако и на этот раз продолжения издание не имело.
Только в 2017 г. в Казанском федеральном университете удалось возобновить системное издание журнала с продолжающейся нумерацией томов (2017 г. — 37 том). Сегодня журнал в продолжение столетней традиции издаётся по четыре выпуска в год как междисциплинарное издание по истории, традиционной этнографии, этнической истории, археологии, сравнительно-историческому изучению языков, фольклора и мифологии с особым вниманием к региону Урало-Поволжья, публикуются как статьи, так и монографии. Архив номеров доступен на сайте http://ioaie.ru/